# Jorgos Kondojeorjis
Jorgos Kondojeorjis (gr. Γιώργος Κοντογεώργης; ur. 21 listopada 1912 na wyspie Tinos, zm. 9 listopada 2009 w Atenach) – grecki polityk i ekonomista, parlamentarzysta, trzykrotny minister, od 1981 do 1985 członek Komisji Europejskiej.

## Życiorys
Kształcił się w wyższej szkole ekonomicznej ASOEE w Atenach, w latach 50. studiował w Stanach Zjednoczonych. Od 1941 pracował jako wyższy urzędnik ministerstwa handlu, od 1952 kierował w nim działem handlu zagranicznego, a w latach 1964–1967 był dyrektorem generalnym resortu (utracił stanowisko po dojściu do władzy junty czarnych pułkowników).Po przywróceniu demokratycznych rządów był sekretarzem generalnym organizacji turystycznej EOT (1974) i wiceministrem koordynacji i planowania gospodarczego (1974–1977). W 1977 wybrany do Parlamentu Grecji z ramienia Nowej Demokracji, pozostał w parlamencie do 1981. Brał udział w pracach związanych z przystąpieniem Grecji do Wspólnot Europejskich.
Od maja 1980 do stycznia 1981 był ministrem bez teki odpowiedzialnym za relacje z Wspólnotami Europejskim w gabinecie Jeorjosa Ralisa. W 1981 został pierwszym greckim członkiem Komisji Europejskiej Gastona Thorna, odpowiedzialnym za transport, rybołówstwo i turystykę. Zajmował później stanowisko ministra gospodarki narodowej i turystyki w tymczasowych rządach Joanisa Griwasa (październik-listopad 1989) i Ksenofona Zolotasa (luty-kwiecień 1990). Opublikował kilka książek poświęconych sprawom europejskim.
Został pochowany na pierwszym cmentarzu w Atenach.